# Osttimoresischer Reisepass

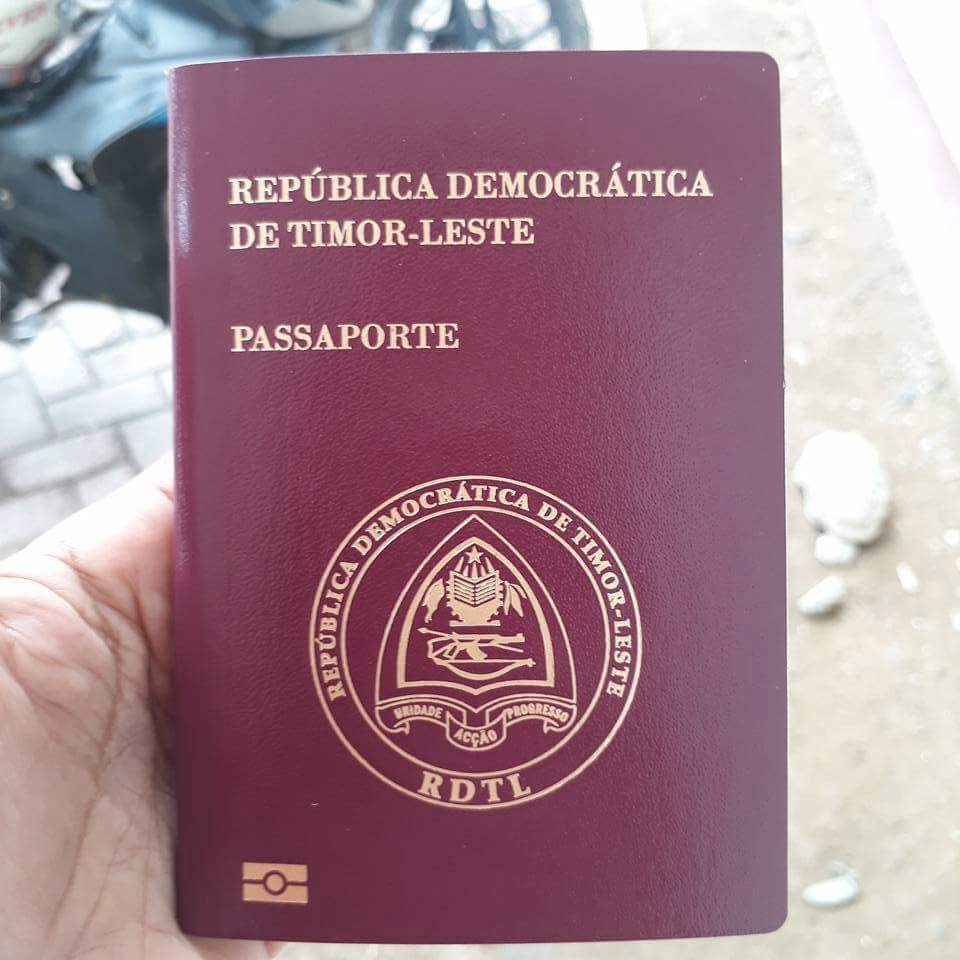
Osttimoresischer Reisepass (Vorderansicht)

Der osttimoresische Reisepass (portugiesisch passaporte de Timor-Leste) ist der amtliche Lichtbildausweis für osttimoresische Staatsangehörige für Auslandsreisen. Der reguläre Reisepass wird von der Nationalen Direktion des Notariats (portugiesisch direção nacional de notariado) ausgestellt, das zum Justizministerium Osttimors gehört. Diplomatenpässe stellen das Außenministerium und die diplomatischen Vertretungen Osttimors im Ausland aus. Dienstpässe werden vom Justizministerium, im Ausland in Verantwortung des Außenministeriums ausgestellt.

## Geschichte

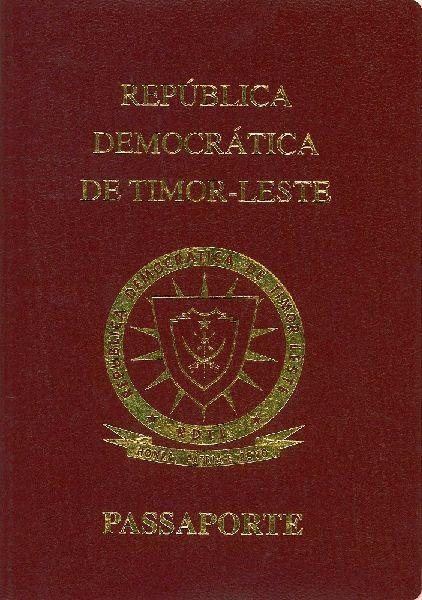
Alter Reisepass ohne Biometrik

Nach der Besetzung durch Indonesien (1975–1999) kam die ehemalige portugiesische Kolonie unter Übergangsverwaltung der Vereinten Nationen (UNTAET). Entsprechend der realpolitischen Zugehörigkeit hatten Einwohner Osttimors zuvor zuerst portugiesische und dann indonesische Reisedokumente. Die kurze Zeit nach der Ausrufung der Unabhängigkeit am 28. November 1975 bis zur offenen Invasion neun Tage später und der Annexion durch Indonesien 1976 reichte nicht, um international anerkannte Reisedokumente zu erstellen. Die Vereinten Nationen stellten für Osttimoresen, die auf Auslandsreise gehen mussten, entsprechende Dokumente aus. Zu Beginn bestanden diese nur aus einem einzigen Blatt Papier.
Der Reisepass wurde nach der Unabhängigkeit Osttimors am 20. Mai 2002 mit der Verordnung (Decreto Lei) 2/2002 vom 27. Juni eingeführt. Die von der UNTAET ausgegebenen Reisedokumente behielten ihre Gültigkeit noch maximal bis zum 30. November 2002. Seit 2017 entspricht er den internationalen Vorgaben an Biometrik. Das erste biometrische und elektronisch lesbare Exemplar wurde am 5. Mai 2017 von Justizminister Ivo Jorge Valente dem ehemaligen Premierminister und Präsidenten Xanana Gusmão überreicht. Es verwendet ein System von Gemalto.

## Formalien

### Allgemein

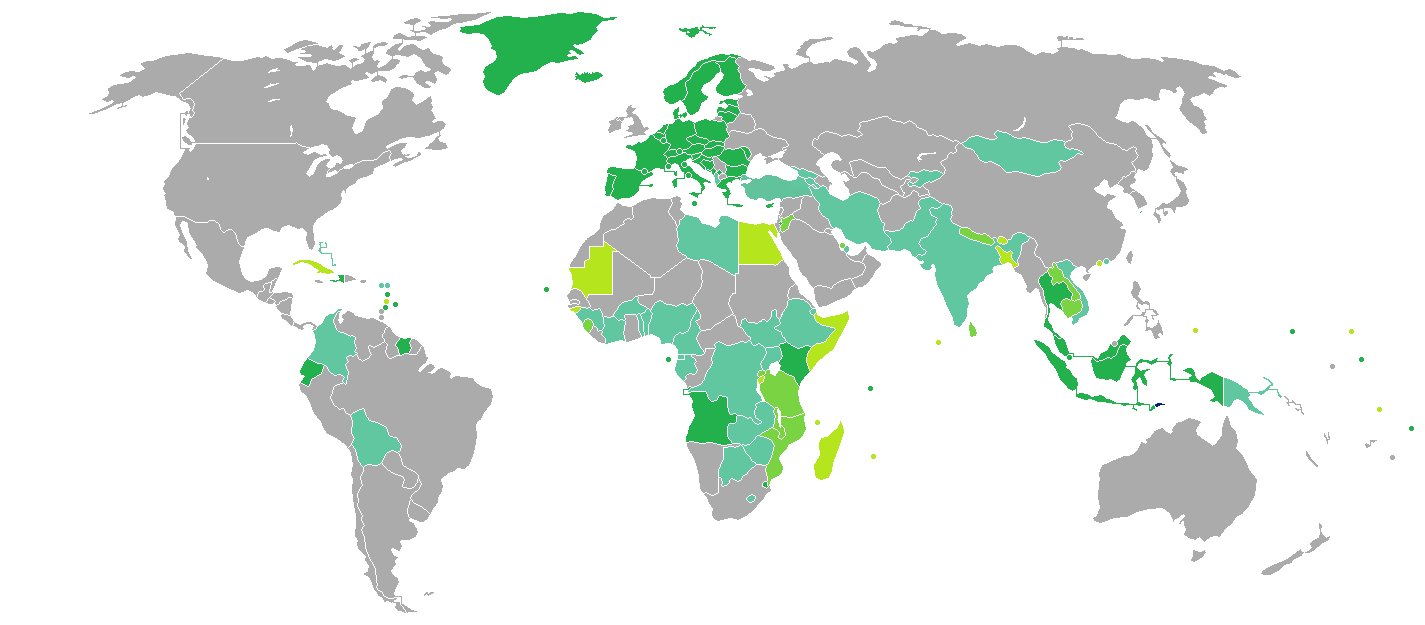
Visaanforderungen für osttimoresische Passinhaber
Osttimor
Visafreiheit
Visa bei Ankunft
eVisa
Visa sowohl bei Ankunft als auch online
Visa erforderlich

Nach der Verordnung der Regierung 2/2002 Rechtslage von Reisepässen werden verschiedene Kategorien von Pässen vorgesehen:
- normaler Reisepass für Staatsbürger Osttimors
- Diplomatenpass
- Dienstpass
- Reiseausweis für Ausländer[2]

Der Reisepass hat eine Gültigkeit von zwei Jahren für Kinder unter zwölf Jahren, fünf Jahre für Bürger bis zum 59. Lebensjahr und zehn Jahre für Personen mit einem Alter über 60 Jahre.
Der osttimoresische Reisepass hat 32 Seiten. Im Normalfall kostet die Ausstellung eines Reisepasses innerhalb von zehn Tagen 50 US-Dollar, 75 US-Dollar innerhalb drei Tage und 100 US-Dollar innerhalb von 24 Stunden. Diplomaten- und Dienstpässe sind für die Nutzer kostenlos. Die Gebühren bestimmen Justiz- und Finanzministerium gemeinsam.
Besitzer des osttimoresischen Reisepasses sind unter anderem von der Visumspflicht für die Europäische Union befreit.

### Diplomatenpass
Einen Diplomatenpass erhalten der Staatspräsident, der Parlamentspräsident, der Premierminister, der Präsident des Obersten Gerichts, der Generalstaatsanwalt, der Präsident des Tribunal Superior Administrativo, Fiscal e de Contas, die Vizepräsidenten des Parlaments, die Minister, die Generalität der Verteidigungskräfte Osttimors und der Sicherheitskräfte, die Vizeminister und Staatssekretäre, die stellvertretenden Generalstaatsanwälte, die römisch-katholischen Bischöfe in Osttimor und gleichwertige, beziehungsweise höhergestellte Würdenträger, die Mitarbeiter des diplomatischen Dienstes des Außenministeriums, Personen, die für das Außenministerium akkreditierte Missionen bei ausländischen Regierungen oder internationalen Organisationen durchführen. Dazu kommen Ehepartner, Kinder und Mitarbeiter dieser Personen, sofern sie mit ihnen zusammenleben oder mit ihnen zusammen reisen.
Der Außenminister kann in besonderen Fällen weiteren Personen Diplomatenpässe ausstellen.
Der Diplomatenpass hat einen dunkelgrünen Einband.

### Dienstpässe
Dienstpässe erhalten die Abgeordneten des Nationalparlament, das zivile und militärische Personal des Staatspräsidenten, die Direktoren der Abteilungen in den Ministerien und gleichrangige auf offizieller Mission, das Personal des Außenministeriums auf offizieller Mission, weitere Personen in offizieller Mission, die keinen Diplomatenpass erhalten und Vize- und Honorarkonsule, sofern sie die osttimoresische Staatsbürgerschaft haben.
Dienstpässe haben eine Gültigkeit von zwei Jahren, die nur für weitere zwei Jahre verlängert werden kann. Hat der Besitzer nicht mehr das Amt, wofür er den Pass bekommen hat, verliert der Pass seine Gültigkeit.
Der Dienstpass hat einen dunkleren Einband, als der normale und der Diplomatenpass.

### Reiseausweis für Ausländer
Der osttimoresische Reiseausweis für Ausländer kann an Personen vergeben werden, die:
- in Osttimor wohnen, staatenlos sind, aus Ländern stammen, die keine diplomatische oder konsularische Vertretung in Osttimor haben oder eindeutig nachweisen, nicht in der Lage zu sein, einen Reisepass zu erhalten.
- keinen eigenen Reisepass besitzen und unter diplomatischen oder konsularischen Schutz Osttimors stehen aufgrund konsularischer Kooperationsabkommen zwischen Osttimor und deren Herkunftsland
- aus einem Land stammen, bei dem außergewöhnliche Gründe die Ausstellung eines Reisepasses sinnvoll machen.

Das Zutreffen der beiden letzten Möglichkeiten wird durch die zuständige Konsularbehörde Osttimors, nach Beratung durch das Justizministerium entschieden.
Der Reiseausweis für Ausländer hat einen grauen Einband.